# Geber (cràter)
Geber és un cràter d'impacte que es troba en les escarpades terres altes del centre-sud de la Lluna, a mig camí entre el cràter Almanon cap al nord-nord-est i el parell del cràters Azophi i Abenezra al sud-sud-oest. Més cap al sud-est apareix Sacrobosco. Geber té 45 quilòmetres de diàmetre i 3.510 metres de profunditat.

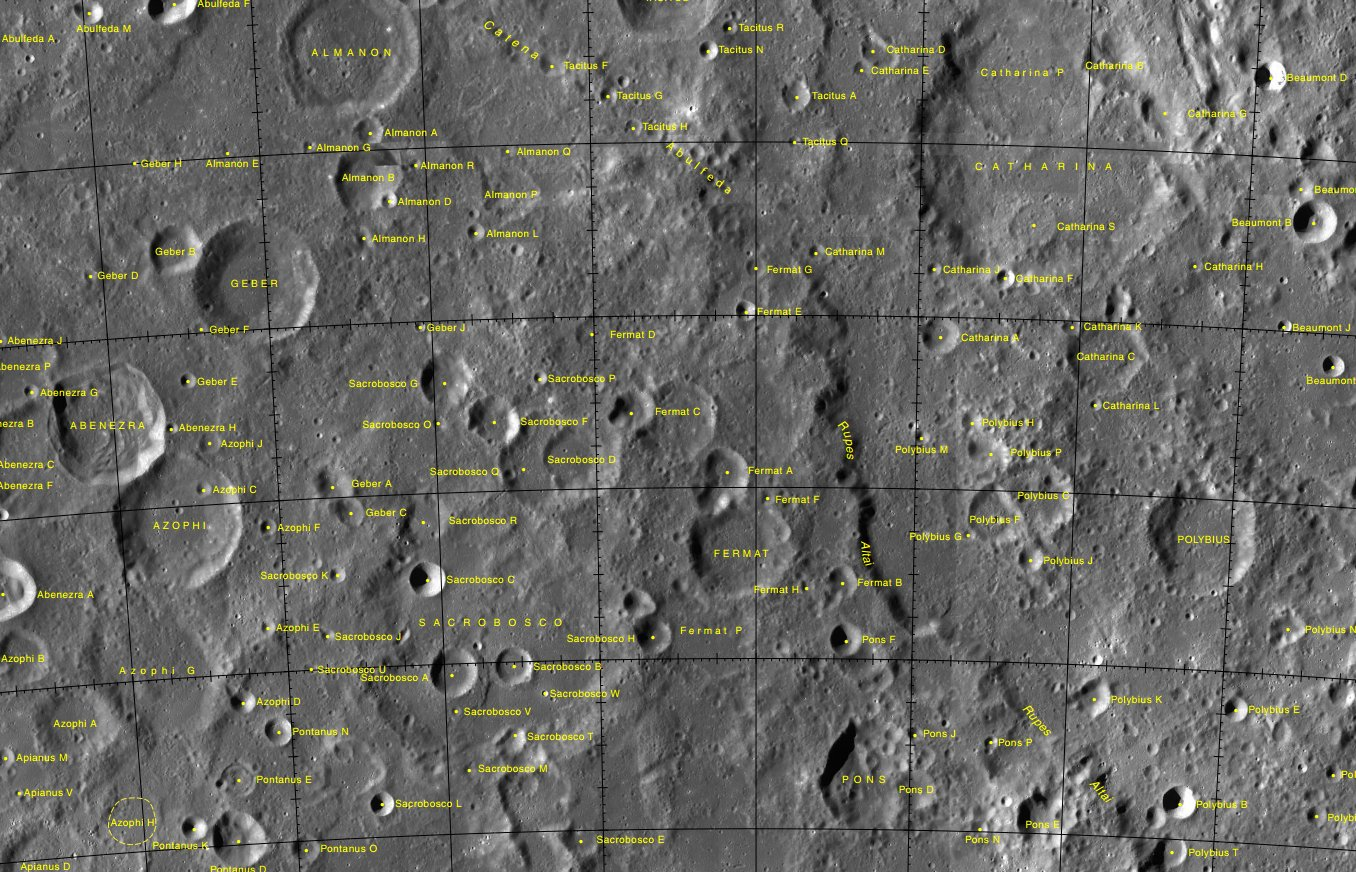
Localització de Geber (quadrant superior esquerre). Fotografia de la missió LRO

La vora de Geber és simètrica i gairebé circular, amb osques de poca importància en les cares nord i sud de la seva alta paret annexa. El sòl és pla i manca d'un pic central significatiu en el punt central. El petit cràter satèl·lit Geber B està unit al nord-oest del brocal. El cràter és del Període Eratostenià, de fa entre 3.920 i 3.850 milions d'anys.
El cràter va ser nomenat en memòria de Jàbir ibn Àflah (llatinitzat com Geber), un astrònom andalusí actiu en la primera meitat del segle xii.

## Cràters satèl·lit
Per convenció aquests elements són identificats en els mapes lunars posant la lletra en el costat del punt central del cràter que està més prop de Geber.
|       | \| Geber \| Coordenades \| Diàmetre \| \| ----- \| ------------------------------------ \| -------- \| \| A \| 21° 48′ S, 14° 42′ E / 21.8°S,14.7°E \| 14 km \| \| B \| 19° 00′ S, 13° 00′ E / 19.0°S,13.0°E \| 19 km \| \| C \| 22° 06′ S, 14° 54′ E / 22.1°S,14.9°E \| 11 km \| \| D \| 19° 18′ S, 11° 54′ E / 19.3°S,11.9°E \| 5 km \| \| E \| 20° 30′ S, 12° 54′ E / 20.5°S,12.9°E \| 6 km \| \| F \| 19° 54′ S, 13° 12′ E / 19.9°S,13.2°E \| 5 km \| \| H \| 17° 54′ S, 12° 30′ E / 17.9°S,12.5°E \| 4 km \| \| J \| 20° 00′ S, 15° 54′ E / 20.0°S,15.9°E \| 4 km \| \| K \| 17° 30′ S, 10° 36′ E / 17.5°S,10.6°E \| 5 km \| |          |
| Geber | Coordenades | Diàmetre |
| A     | 21° 48′ S, 14° 42′ E / 21.8°S,14.7°E | 14 km    |
| B     | 19° 00′ S, 13° 00′ E / 19.0°S,13.0°E | 19 km    |
| C     | 22° 06′ S, 14° 54′ E / 22.1°S,14.9°E | 11 km    |
| D     | 19° 18′ S, 11° 54′ E / 19.3°S,11.9°E | 5 km     |
| E     | 20° 30′ S, 12° 54′ E / 20.5°S,12.9°E | 6 km     |
| F     | 19° 54′ S, 13° 12′ E / 19.9°S,13.2°E | 5 km     |
| H     | 17° 54′ S, 12° 30′ E / 17.9°S,12.5°E | 4 km     |
| J     | 20° 00′ S, 15° 54′ E / 20.0°S,15.9°E | 4 km     |
| K     | 17° 30′ S, 10° 36′ E / 17.5°S,10.6°E | 5 km     |

### Altres referències
- (WGPSN), IAU Working Group for Planetary System Nomenclature. «Gazetteer of Planetary Nomenclature. 1:1 Million-Scale Maps of the Moon» (en anglès).  UAI / USGS, 13-02-2013. [Consulta: 6 abril 2016].
- Andersson, L. E.; Whitaker, E. A.,. NASA Catalogue of Lunar Nomenclature (en anglès).  NASA RP-1097, 1982.
- Blue, Jennifer. «Gazetteer of Planetary Nomenclature» (en anglès).  USGS, 25-07-2007. [Consulta: 2 gener 2012].
- Bussey, B.; Spudis, P.. The Clementine Atlas of the Moon (en anglès).  Nueva York: Cambridge University Press, 2004. ISBN 0-521-81528-2.
- Cocks, Elijah E.; Cocks, Josiah C.. Who's Who on the Moon: A Biographical Dictionary of Lunar Nomenclature (en anglès).  Tudor Publishers, 1995. ISBN 0-936389-27-3.
- McDowell, Jonathan. «Lunar Nomenclature» (en anglès).   Jonathan's Space Report, 15-07-2007. [Consulta: 2 gener 2012].
- Menzel, D. H.; Minnaert, M.; Levin, B.; Dollfus, A.; Bell, B. «Report on Lunar Nomenclature by The Working Group of Commission 17 of the IAU» (en anglès). Space Science Reviews, 12, 1971, pàg. 136.
- Moore, Patrick. On the Moon (en anglès).  Sterling Publishing Co, 2001. ISBN 0-304-35469-4.
- Price, Fred W. The Moon Observer's Handbook (en anglès).  Cambridge University Press, 1988. ISBN 0521335000.
- Rükl, Antonín. Atlas of the Moon (en anglès).  Kalmbach Books, 1990. ISBN 0-913135-17-8.
- Webb, Rev. T. W.. Celestial Objects for Common Telescopes, 6ª edición revisada (en anglès).  Dover, 1962. ISBN 0-486-20917-2.
- Whitaker, Ewen A. Mapping and Naming the Moon (en anglès).  Cambridge University Press, 2003. 978-0-521-54414-6.
- Wlasuk, Peter T. Observing the Moon (en anglès).  Springer, 2000. ISBN 1-85233-193-3.